# EVOtv
EVOtv je payTV usluga. Jedna je od od prvih payTV usluga u Hrvatskoj koja za prijenos kodiranih TV kanala koristi DVB-T2, digitalni signal nove generacije. Poslovanje na tržištu započinje 2012. godine.
2012. godine osniva ju poduzeće HP produkcija d.o.o., koja je članica grupe HP-Hrvatska pošta d.d. i odgovorna je za razvoj i pozicioniranje usluge plaćene televizije evotv.
Hrvatski telekom d.d. objavio je 27. studenog 2018. godine kako je s Hrvatskom poštom potpisao je ugovor o kupnji 100 posto udjela u društvu HP produkcija d.o.o., pružatelju usluge evotv. Preuzimenje je završeno tijekom proljeća 2019. godine od strane i trenutnog vlasnika, Hrvatskog telekoma.

## O poduzeću
Evotv pokrenut je 2012. godine. Pokretanjem evotv-a Hrvatska pošta postala je prva pošta na svijetu s vlastitom payTV uslugom, a signalom trenutno signalom pokriva 94% kućanstva u Hrvatskoj. Za prijam signala potrebna je jedino postojeća zemaljska antena zbog čega je usluga potpuno neovisna o stalnoj adresi, telefonskom ili priključku na internet.
Evotv na dan 30. lipnja 2018. imao je 71.195 korisnika te je na isti datum imao 30 zaposlenika. Prihodi za 2017. godinu ostvareni su u iznosu od 57 milijuna kuna, što predstavlja tržišni udio od oko šest posto.

## Popis programa
- 100 - EVOtv info
- 101 - Da Vinci
- 102 - Laudato TV
- 103 - PickboxTV
- 106 - CNN
- 107 - National Geographic
- 108 - NatGeo Wild
- 109 - Viasat Explore
- 110 - Viasat History
- 112 - Epic Drama
- 113 - Doku TV
- 114 - Viasat Nature
- 199 - HBO
- 200 - HBO2
- 201 - HBO3
- 202 - Cinemax
- 203 - Cinemax 2
- 204 - Klasik
- 205 - Viasat Kino
- 206 - MGTV
- 208 - RTL Living
- 209 - KinoTV
- 210 - CineStar 1
- 211 - STAR
- 212 - STAR Life
- 213 - M1 FILM
- 214 - M1 GOLD
- 215 - CineStar 2
- 216 - CineStar Comedy & Family
- 217 - CineStar Action & Thriller
- 218 - CineStar Fantasy
- 219 - STAR Crime
- 220 - STAR Movies
- 300 - Nicktoons
- 301 - Toon kids
- 302 - Baby TV
- 303 - Disney Channel
- 304 - Disney Junior
- 305 - Nickelodeon
- 306 - Nick Jr.
- 400 - Arenasport 1
- 401 - Arenasport 2
- 402 - Arenasport 3
- 403 - Arenasport 4
- 404 - Arenasport 5
- 405 - Arenasport 6
- 406 - MAXSport 1
- 407 - Arenasport 7
- 408 - Arenasport 8
- 409 - Arenasport 9
- 410 - Arenasport 10
- 500 - 24Kitchen
- 600 - MTV
- 601 - MTV 00s
- 603 - DM Sat
- 604 - Jugoton
- 605 - RTL Crime
- 606 - RTL Adria
- 607 - RTL Passion
- 750 - Vivid Red
- 751 - Vivid

## Vanjske poveznice
- Evotv - službena stranica
- Službena Facebook stranica